# ويليام إل. نيلسون
ويليام إل. نيلسون (بالإنجليزية: William L. Nelson)‏ هو عسكري أمريكي، ولد في 1918 في دوفر في الولايات المتحدة، وتوفي في 1943 في تونس.